# 崔瓄
崔瓄（?—?），传世文献作崔瓒，字绍珍，清河郡东武城县（今河北省衡水市故城县）人，出自清河崔氏。
崔瓄的父亲崔暹死于河阴之变。崔瓄官至尚书左丞，崔瓒之妻是魏孝庄帝妹，后封襄城长公主。崔瓄卒后，特赠崔瓒冀州刺史。其子崔茂，字祖昂，袭祖爵。